# Fenkil Northen Red Sea Challenge
La Fenkil Northen Red Sea Challenge es una carrera ciclista profesional como clásica de un día en Eritrea, la prueba se creó en el 2013 y en el año 2016 recibió la categoría 1.2 dentro de los Circuitos Continentales UCI formando parte del UCI Africa Tour.

## Palmarés
| Año       | Ganador                   | Segundo          | Tercero           |
| --------- | ------------------------- | ---------------- | ----------------- |
| 2013      | Tesfay Abraha Habtemarian | Awet Ghebremedhn | Mekseb Debesay    |
| 2014-2015 | No se disputó             | No se disputó    | No se disputó     |
| 2016      | Michael Habtom            | Adhanom Zemekael | Amanuel Million   |
| 2017      | Pierpaolo Ficara          | Zemenfes Solomon | Mehari Tesfatsion |

## Palmarés por países
| País    | Victorias |
| ------- | --------- |
| Eritrea | 2         |
| Italia  | 1         |